# Volksrepublik Donezk

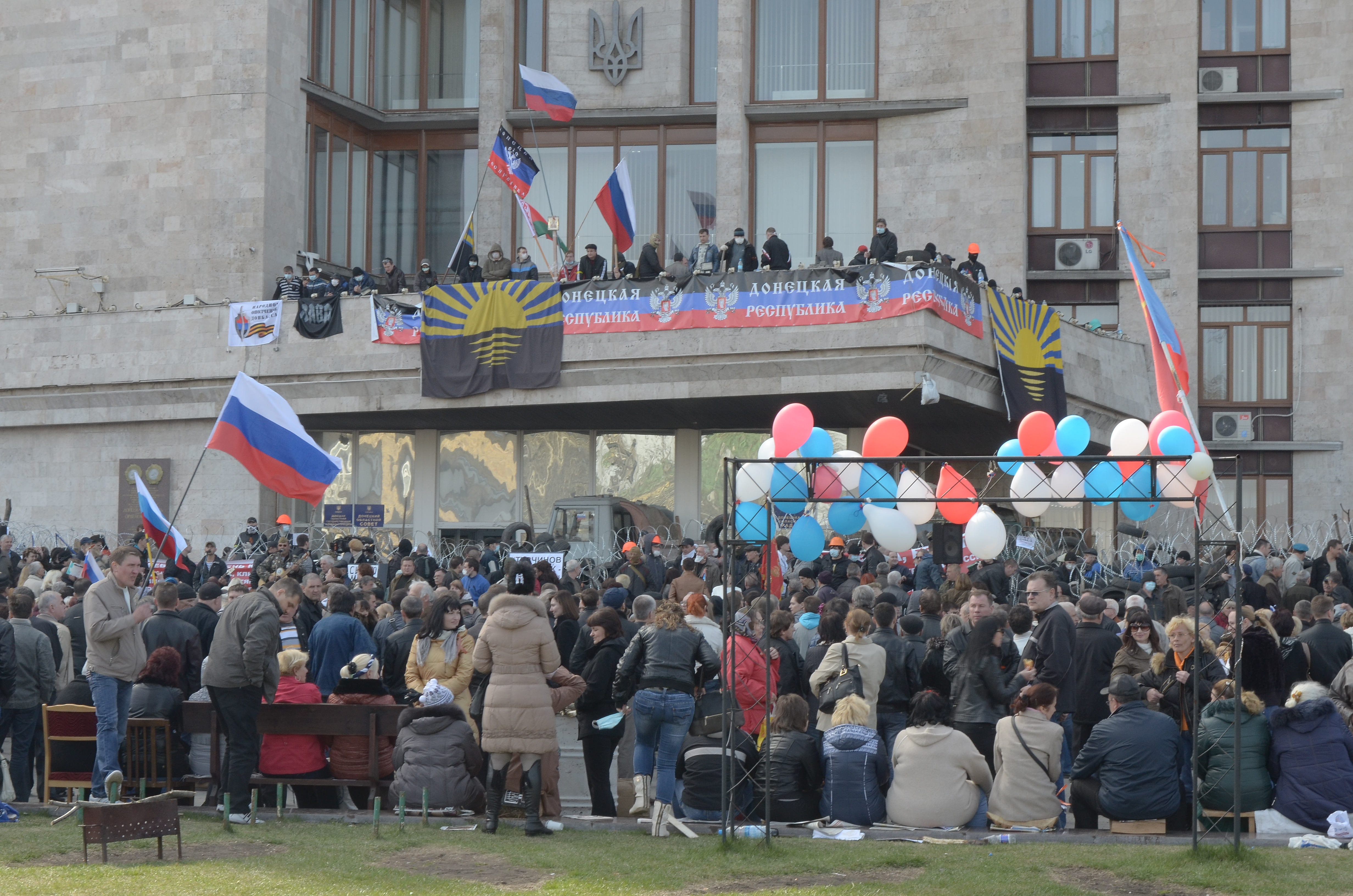
Prorussische Demonstranten besetzen das Donezker Regierungsgebäude (7. April 2014)

Die sogenannte Volksrepublik Donezk, auch Donezker Volksrepublik oder selten Volksrepublik Donetsk (russisch Донецкая Народная Республика Donezkaja Narodnaja Respublika, ukrainisch Донецька народна республіка Donezka narodna respublika; Abk.: ДНР, DNR), war ein unter russischer Protektion bestehendes Territorium, dessen selbstproklamierte Staatlichkeit nur von Russland, Syrien und Nordkorea anerkannt wurde.
Sie wurde im April 2014 zu Beginn des Russisch-Ukrainischen Krieges auf Teilen der Oblast Donezk in der Ukraine ausgerufen und nach einem Scheinreferendum im September 2022 von Russland annektiert und völkerrechtswidrig in die Russische Föderation eingegliedert. Das Gebiet im Donezbecken grenzte im Osten an Russland, im Süden an das Asowsche Meer und im Nordosten an die in einem ähnlichen Status befindliche Volksrepublik Lugansk, die in der Oblast Luhansk lag.
Zunächst war Pawlo Hubarjew selbsternannter „Volksgouverneur“ der Region. Nach mehreren Wechseln an der Spitze war ab September 2018 zuletzt Denis Puschilin Präsident. Der Regierung der DNR wurden zahlreiche Menschenrechtsverletzungen und Kriegsverbrechen zur Last gelegt.

## Geschichte

### Gründung 2014
Der Gründung war ein folgenloses Ultimatum vorausgegangen, wonach die gewählten Abgeordneten der Oblast innerhalb spätestens eines halben Tages die vom „Volk“ angeblich geforderten Entscheidungen treffen sollten. Anschließend bezeichneten sich die anwesenden Besetzer des Oblastparlaments als „Volksrat“ und trafen die Entscheidung „anstelle“ der gewählten Abgeordneten.
Die Regierung der Ukraine wies darauf hin, dass das Anliegen einer Föderalisierung der Region aufgrund der fehlenden verfassungsmäßigen Grundlage im Moment gar nicht verwirklicht werden könnte (sie fand später aber tatsächlich statt). Die Regierung der Ukraine bezeichnete die Volksrepublik Donezk aufgrund deren bewaffneter Kräfte, die sich selbst als Volksmiliz oder Bürgerwehr bezeichnen, zeitweise als ein terroristisches Gebilde.
Bis zum 13. April 2014 erlangten bewaffnete Kräfte, durch Intervention separatistischer Truppen, die Kontrolle über Teile der Oblast Donezk. In Städten der Oblast Donezk besetzten die Anhänger der Republik administrative Gebäude und errichteten Kontrollpunkte auf den wichtigsten Straßen. Eine vom geschäftsführenden Innenminister der Ukraine Arsen Awakow geleitete militärische Operation der ukrainischen Streitkräfte gegen die bewaffneten Kräfte blieb bis 16. April ohne Erfolg.
Am 28. April 2014 fand in Donezk die letzte pro-ukrainische Demonstration statt. Angesichts gewaltsamer, behelfsmäßig bewaffneter Gruppen, die durch die Stadt zogen und „Angst und Terror verbreiteten“, löste sie sich auf.
Nach Angaben von Igor Girkin, dem Verteidigungsminister der Volksrepublik Donezk, besaß mindestens ein Drittel der Rebellen am 12. Mai keinen ukrainischen Pass.
Viele Medien berichteten seither von einem Einsickern von Bewaffneten aus Russland.

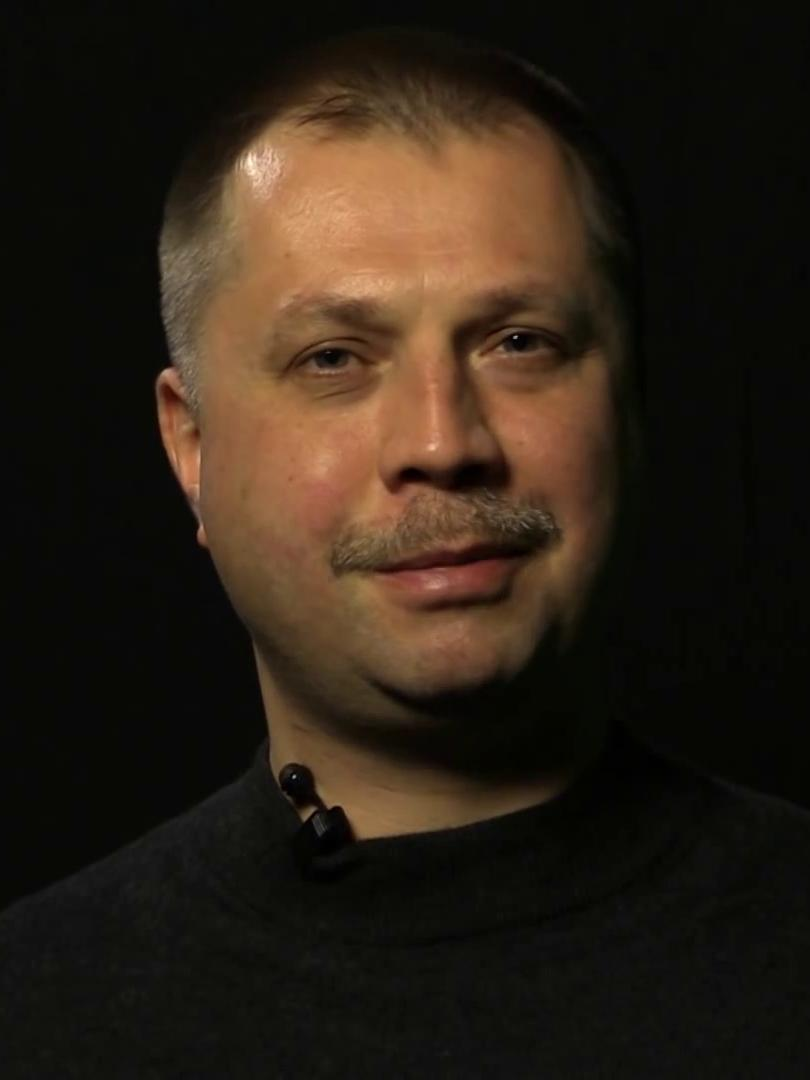
Alexander Borodai, von Mai bis August 2014 Anführer der proklamierten Republik

Am 11. Mai 2014 wurde ein von keinem Staat der Welt anerkanntes Referendum abgehalten, in dem sich nach Angaben der Organisatoren etwa 89 % der Teilnehmer im Gebiet Donezk für eine Loslösung von der Ukraine aussprachen. Gleichzeitig wurde eine Befragung mit ähnlichem Ausgang in der benachbarten Oblast Luhansk durchgeführt, wo am 28. April 2014 die Volksrepublik Lugansk ausgerufen worden war.
Die Staatlichkeit der DNR wurde auch später – 2022 – nur von Russland, Syrien und Nordkorea anerkannt.
Am 16. Mai 2014 wurde der Russe Alexander Borodai zum Regierungschef der Volksrepublik Donezk ernannt.

### 2014
Es herrschte zeitweise ziemliche Unklarheit: „Jeder wird für irgendwelche Posten ernannt und niemand weiß, warum.“ Zusätzliche Rechtsunsicherheit entstand dadurch, dass die unverändert arbeitenden Behörden auf viele ihrer Daten nicht zugreifen konnten. Allerdings wurden Löhne, Kindergeld und Renten weiter von der Regierung (in Kiew) gezahlt, andernfalls wäre die Unterstützung für die Separatisten wohl rasch gebröckelt. Die Renten wurden bis 2022, bis zur offenen russischen Besatzung bezahlt.
Vertreter der Volksrepubliken Donezk und Lugansk unterzeichneten am 24. Mai 2014 in Donezk ein Memorandum über eine Union beider Republiken zu Neurussland. Dieses Projekt wurde allerdings im Mai 2015 für beendet erklärt. Außerdem beantragten die Vertreter der Donezker Volksrepublik den Beitritt zur Eurasischen Wirtschaftsunion.
Bereits unter dem geschäftsführenden Präsidenten Oleksandr Turtschynow starteten die ukrainische Nationalgarde und Teile der Armee eine Anti-Terror-Operation gegen die Bewaffneten der Volksrepublik Donezk. Den ukrainischen Einheiten gelang es, die Stadt Slowjansk einzukreisen und die Versorgungslinien der Rebellen zu unterbrechen. Ende Juni brachen diese aus der Belagerung aus und vereinigten sich mit den separatistischen Einheiten in Donezk, Horliwka und anderen Städten. Schon Mitte Juni waren Kampfpanzer offensichtlich über die russische Grenze in die Ukraine gelangt. Anfang Juli griff die ukrainische Armee die übrig gebliebenen Gebiete von zwei Seiten an. Die Truppen rückten dabei entlang der Grenze zu Russland vor. Die regierungsfeindlichen Kräfte hielten anscheinend die Anhöhe von Sawur-Mohyla, von wo aus sie die ukrainischen Armeeverbände im großen Radius mit Artillerie beschießen konnten. Ab dem 15. Juli wurden ukrainische Truppenteile im Kessel von Ilowajsk zwischen der Volksrepublik Donezk und Russland durch das Eingreifen der Streitkräfte Russlands eingeschlossen.
Am 25. Juli 2014 wurde die Volksrepublik Donezk wegen des rechtswidrigen Referendums, des Verstoßes gegen das ukrainische Verfassungsrecht und damit gegen das Völkerrecht und der weiteren Untergrabung der territorialen Unversehrtheit, Souveränität und Unabhängigkeit der Ukraine auf die Sanktionsliste der Europäischen Union gesetzt (siehe Liste von Sanktionen nach der Krimannexion durch Russland).
Am 28. Juli meldete das UNHCHR den totalen Zusammenbruch von Recht und Ordnung, von einer Terrorherrschaft der bewaffneten Gruppen über die Bevölkerung der Ostukraine mit Freiheitsberaubungen, Entführungen, Folterungen und Exekutionen.

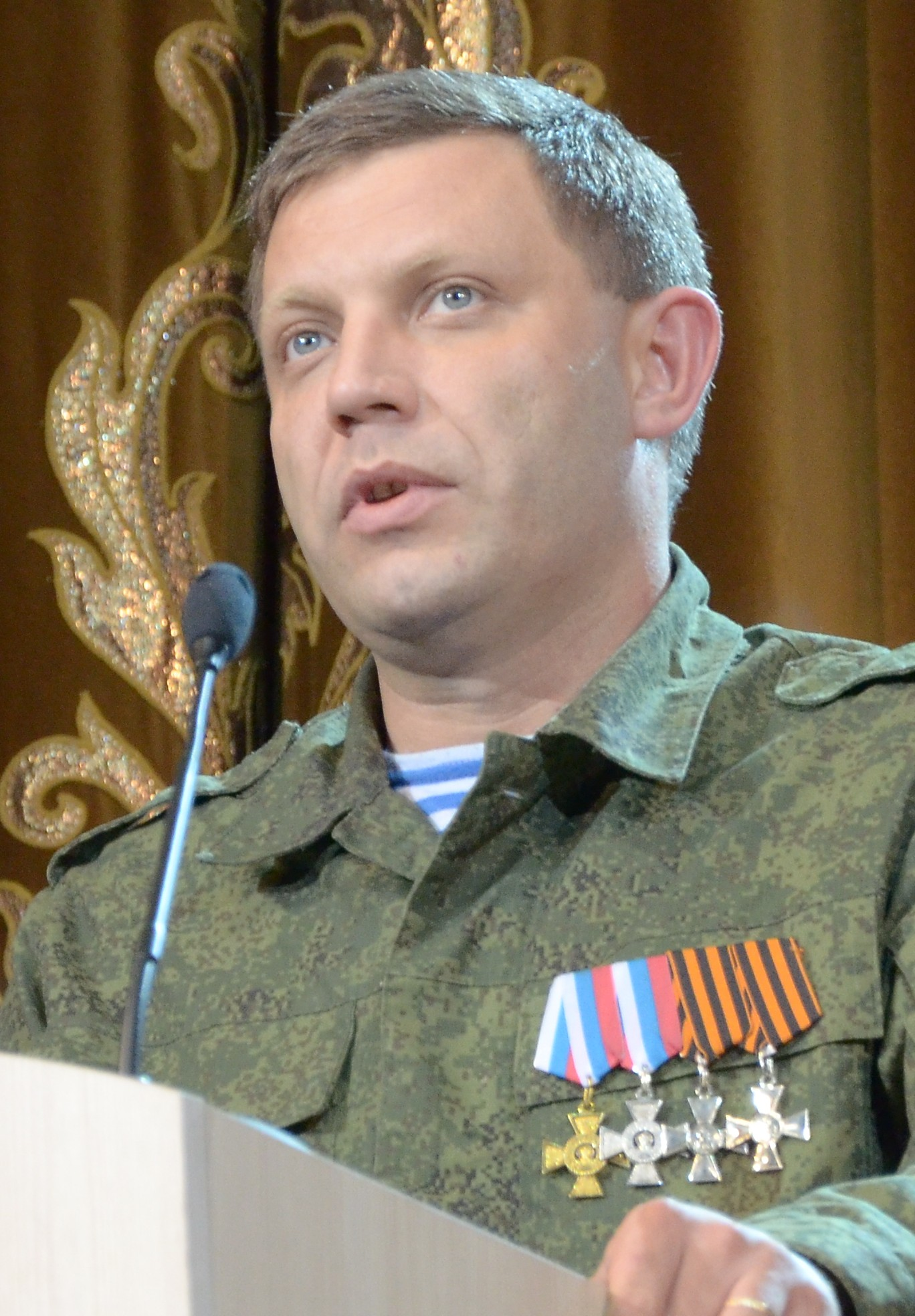
Alexander Sachartschenko vertrat die DNR von August 2014 bis zu seinem Tod im August 2018

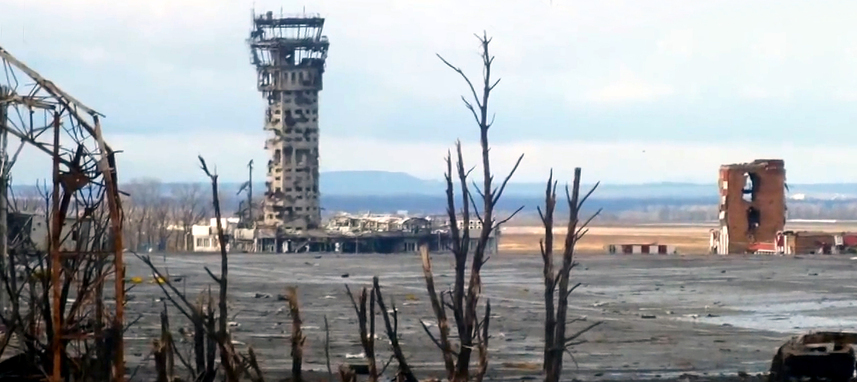
Durch zahlreiche Kämpfe zerstörter Flughafen Donezk

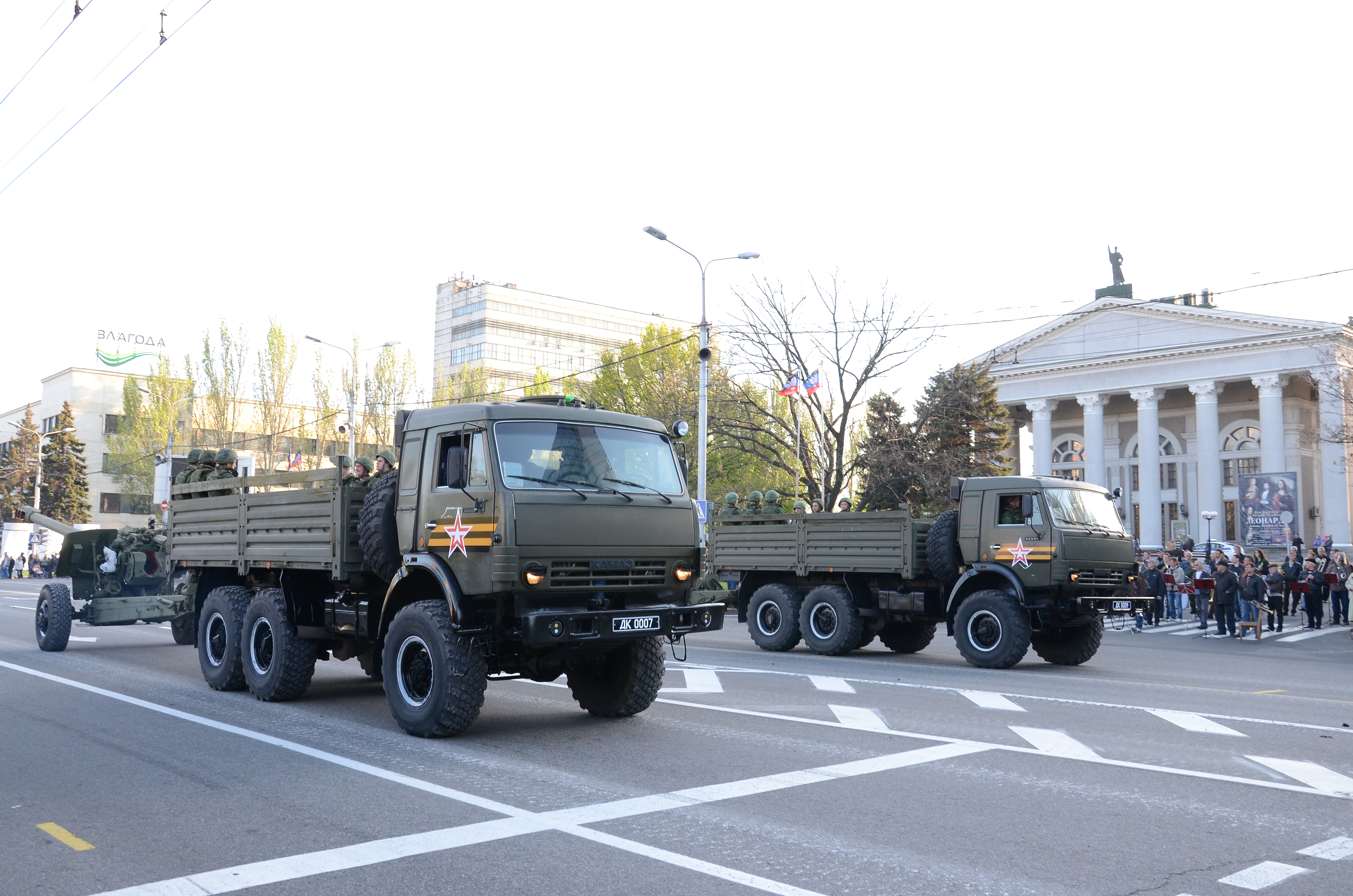
Probe der Parade zum Tag des Sieges (9. Mai 2015) in Donezk mit schweren Waffen. Die Parade in Donezk verstieß gemäß der OSZE gegen das Minsker Abkommen.

Am 7. August 2014 trat Alexander Borodai von seinem Posten zurück und erklärte, diesen an Alexander Sachartschenko abzugeben.
Schon zuvor war der russische ehemalige Geheimdienstchef in Transnistrien, Wladimir Antjufejew, gegen welchen ein internationaler Haftbefehl wegen der Tötung von Teilnehmern der lettischen Unabhängigkeitsbewegung 1991 besteht, neuer „stellvertretender Ministerpräsident“ geworden.
Die VRD, vertreten durch Alexander Sachartschenko, nahm an den Verhandlungen der OSZE-Kontaktgruppe teil. Am 5. September 2014 wurde in Minsk nach dem offenen militärischen Druck Russlands im Protokoll von Minsk (Minsk I) ein Waffenstillstand mit der Ukraine beschlossen.
Die Separatisten hielten sich nicht an den Waffenstillstand und griffen in der Zweiten Schlacht um den Flughafen Donezk weiter die ukrainischen Kräfte an. Die Aufständischen setzten ihre Versuche, der Ukraine Gelände zu entreißen, unterstützt von Söldnern aus der Russischen Föderation, ohne Rücksicht auf das Waffenstillstandsabkommen mit Dutzenden von Angriffen im Oktober weiter fort.
Im Oktober 2014 rühmte sich Sachartschenko, dass seine Verbände seit Abschluss des Abkommens über den Waffenstillstand 38 Ortschaften erobert hätten. Wiederholt beklagten Vertreter der Volksrepublik Donezk den Bruch des Minsker Abkommens durch Artilleriebeschüsse der Stadt vom ukrainischen Territorium aus, die ukrainische Seite blieb mit ihren Entgegnungen bei ihrer Erklärung der Einschläge als Selbstbeschuss. So auch am 5. November, nachdem in Donezk zwei Jugendliche auf einem Fußballplatz durch Mörsergranaten getötet und vier weitere verletzt worden waren; ukrainische Stellen sprachen von einem Beschuss aus der VRD-kontrollierten Stadt Makijiwka im Osten von Donezk. Die OSZE gab eine Herkunft der Mörsergranaten aus nordwestlicher Richtung in „hohem Winkel“, also auf kurze Distanz, an.
Am 2. November fanden entgegen der Bestrebungen der OSZE-Kontaktgruppe in der Volksrepublik Donezk Präsidentschafts- und Parlamentswahlen statt. Die OSZE schloss eine Beobachtung der Wahl aus, da sie klar gegen den Friedensplan von Minsk verstoße, und nannte den Vorgang in der Folge konsequent „so genannte Wahlen“. Diese Meinung teilte UNO-Generalsekretär Ban Ki-moon, dessen Ansprache und Erklärungen das Wort „Wahlen“ ebenso konsequent in (bei der Rede durch Gestik dargestellte) Anführungszeichen stellten.
Bei der Wahl konnten gemäß Angaben des Vorsitzenden der zentralen Wahlkommission in Donezk auch ausländische Freischärler wählen. Sachartschenko erklärte sich noch während der Auszählung zum Sieger der Wahl. Die EU und die USA nannten die Wahlen illegal und illegitim und erkannten, ebenso wie die Ukraine, das Ergebnis nicht an. Russland erkannte die Wahl nicht an, sondern wählte die Sprachregelung, es respektiere die Wahlen.
Das ukrainische Wahldatum vom 7. Dezember war seit Mitte September bekannt: Der Friedensplan hatte Kommunalwahlen nach ukrainischem Recht vorgesehen, keine Wahl eines „Präsidenten“.

### 2015
Alexander Sachartschenko kündigte im Januar 2015 die Eroberung weiterer Gebiete an – auch über die Grenzen von Donezk hinaus.
Während eines internen Machtkampfes nach dem erneuerten Waffenstillstand im September 2015 wurde der Verwaltungschef und Mitbegründer der Republik Andrej Purgin mitsamt seiner Familie inhaftiert. Gemäß Einschätzungen war Purgin als Gegner des Minsker Abkommens und Befürworter einer Eingliederung in Russland für Russland nicht mehr tragbar. Auch der frühere Chef Alexander Borodai hatte Purgin Unabhängigkeit und eine eigene politische Linie attestiert.
Die Machthaber der Region forderten am 24. September 2015 gemäß dem Chef der Humanitären Hilfe der UNO, Stephen O’Brien, die UNO-Organisationen sowie weitere im Gebiet tätige NGOs auf, das von regierungsfeindlichen Truppen kontrollierte Gebiet zu verlassen, darunter die Weltgesundheitsorganisation, das UNHCR sowie UNICEF. Ärzte ohne Grenzen wurde gleichzeitig vorgeworfen, sie würden psychotrope Medikamente lagern. Die UNO stellte ihre Arbeit ein, forderte die Machthaber auf, die sofortige Wiederaufnahme der Hilfe sicherzustellen, und nannte das Vorgehen einen eklatanten Bruch des internationalen humanitären Rechts.

### Vorgeschriebene Regionalwahlen
Die gemäß dem Abkommen Minsk II im Jahre 2015 fälligen Regionalwahlen nach ukrainischem Recht wurden nach dem Treffen des Normandie-Formates im Oktober 2015 auf Februar 2016 verschoben. Die Rebellengebiete hatten vor den Verhandlungen in Paris eigene Wahlen Mitte Oktober angekündigt, ohne auf die Bestimmungen des Waffenstillstandsabkommens einzugehen. Noch im Sommer 2017 hatte es keine Regionalwahlen gegeben, stattdessen verkündete Sachartschenko eine Verlängerung eines von ihm verfügten Ausnahmezustandes um weitere drei Jahre, was auch das Verbot von Aktivitäten aller Parteien bedeutete.

### 2017
Der frühere Kommandeur der „Landwehr“ Igor Girkin, der unter dem Pseudonym „Strelkow“ auftritt, bestätigte, dass nicht eine Landwehr aus Bürgern der Region, sondern die „reguläre Armee“ Russlands dort kämpfe. Spannungen in der Region ergaben sich auch, nachdem russische Bürger, welche teils als Idealisten in den Donbass gekommen waren, sich in einer völlig unvorhergesehenen Situation wiederfanden. Rückkehrer berichteten, dass selbst solche Freiwillige von den lokal Mächtigen willkürlich terrorisiert worden seien. Russland sei am Verbleib seiner Bürger innerhalb dieses Unrechtssystems nach 2015 kaum interessiert. Jeder Bewohner der Region wisse, dass er ohne Gerichtsverfahren im Gefängnis verschwinden könne, so die Nowaja gaseta.
2017 wurden alle Unternehmen verstaatlicht bzw. unter einer Firma in Südossetien zusammengefasst, was zum Abbruch der bisher bestehenden wirtschaftlichen Verbindungen zur Ukraine führte. Die Wiedereingliederung in die Ukraine wurde damit nochmals unwahrscheinlicher. Die Renten erhielt die Bevölkerung allerdings weiterhin von der Ukraine. Unter anderem zu diesem Zweck überquerten durchschnittlich eine Million Menschen die Kontaktlinie jeden Monat, so eine UNO-Stelle im Januar 2019. Erst nach 2019 fiel bei den Übergängen im Gebiet Donezk die Zahl von 7.690.000 Übergängen von Januar bis September 2019 auf gerade noch 28.000 von Januar bis September 2021.

### 2018
Die Nowaja gaseta schrieb, die Leitung um Sachartschenko hätte nur die „semi-kriminelle“ Wirtschaft organisieren dürfen; Fragen zu Krieg und Frieden würden in Moskau entschieden. In Donezk hätte jedoch jedes Ministerium über seinen eigenen Sicherheitsdienst verfügt, in der Bevölkerung „Spezialdienste für Eigentumsentzug“ genannt. Im Juli 2018 sollten diese Dienste alle Waffen der „Armee“ übergeben, ein Hinweis auf einen möglichen Machtverlust des (nach Einschätzung der Nowaja gaseta) „gierigen“ Sachartschenko auch im Zusammenhang mit einem seit Mai erwarteten Rückzug seines Fürsprechers in Moskau, Wladislaw Surkow. Nachdem schon ab jenem Juli die Gerüchteküche derartiges erwartet hatte, wurde Alexander Sachartschenko am 31. August 2018 bei einem Attentat getötet. Bei dem danach entstehenden „Gerangel“ unter Vertretern der Sicherheitskräfte soll es laut Nowaja gaseta weniger um den Posten des Chefs der Republik gegangen sein, sondern um die Kontrolle des einträglichen Kohlegeschäfts.
Am Abend des 31. August wurde Dmitri Wiktorowitsch Trapesnikow zum „Interimspräsidenten“ der Volksrepublik ernannt, welcher am 7. September wiederum von Denis Puschilin abgelöst wurde, dem Vorsitzenden des Volksrates. Puschilin sprach ganz im Sinne des Kremls nicht mehr von der Eroberung Mariupols, sondern von einer Wiedereingliederung in die Ukraine. Im November fand eine international und von der OSZE verurteilte „Wahlfarce“ (NZZ) statt, zu welcher jedoch der russische Vertreter bei den Minsker Verhandlungen sagte, es seien laut Minsker Abkommen „nur Kommunalwahlen“ verboten. Um eine solche handle es sich bei der Bestimmung eines Anführers nicht, seiner Meinung nach gelte dies selbst nicht bei einer „Parlamentswahl“. Diese Aussage erfolgte, obschon Russland es selbst vermied, irgendwelchen Institutionen im Gebiet einen Anschein von Legalität durch Benennung international üblicher Funktionen zu geben. Russland hatte zu Lebzeiten Sachartschenkos wenig Interesse an einer solchen „Wahl“ gezeigt, mischte sich jedoch relativ offen zugunsten Puschilins ein. Andere, beliebtere Kandidaten waren an der Teilnahme gehindert worden, und an der Wahl des „Obersten Sowjet“, des „Parlaments“, durften nur zwei ausgesuchte Parteien teilnehmen. Als „Ministerpräsident“ war von Puschilin schon zuvor „auf Anweisung seiner Kuratoren“ der relativ unbekannte Alexander Anantschenko ernannt worden, welcher gleichzeitig den ganzen Handel über eine südossetische Firma unter Kontrolle bringen sollte.
Am 10. Oktober 2018 dokumentierten OSZE-Beobachter erstmals auswertbar, wie in der Nacht zuvor ein Konvoi der russischen Luftabwehr auf einem Feldweg von Russland auf das Gebiet der „Volksrepublik“ fuhr.
Der bekannte lettische Kommunist und engagierte Befürworter eines vereinigten Neurussland, Beness Aijo, beklagte im Oktober 2018, dass in den Sezessionsgebieten „Chaos, Korruption und die Beschneidung demokratischer Prozesse“ angewachsen seien. Er habe früher einer „halbkriminellen Diktatur“ (in den Worten des Korrespondenten der Nowaja gaseta) zwar zugestimmt in der Meinung, dass dies nur ein vorübergehender Zustand sein würde. Es sei aber im Donbass alles „russisch-sowjetisch“ ausgerichtet und könne unmöglich innerhalb der Ukraine verbleiben: „Die Feiertage, der russische Rubel, die russische Uhrzeit, die Lehrbücher, die Geschichte, die in den Universitäten unterrichtet wird, die Schulen, all das ist russisch-sowjetisch.“

### 2022
Am 15. Februar 2022 richtete die russische Duma einen Appell an den Präsidenten, die selbsternannte Volksrepublik anzuerkennen. Der EU-Außenbeauftragte verurteilte den Schritt und wies auf die Verpflichtungen des Minsker Abkommens hin.
Am 21. Februar 2022 verkündete der russische Präsident Wladimir Putin die Anerkennung der Volksrepublik Donezk und der Volksrepublik Lugansk als eigenständige Staaten und ordnete eine Entsendung von Truppen in die von Separatisten kontrollierten Gebiete an. Außerdem machte er deutlich, dass er für das Minsker Abkommen keine Zukunft sehe. Drei Tage später begann er den russischen Überfall auf die Ukraine mit schweren Kämpfen u. a. in Mariupol, das innerhalb des von der Volksrepublik beanspruchten Gebietes liegt.
Am 8. Juni 2022 kündigte Puschilin eine Kabinettsumbildung an; die bisherige Regierung von Alexander Anantschenko wurde entlassen und Witali Chozenko zum neuen Regierungschef ernannt und mit der Regierungsbildung beauftragt.
Am 20. September kündigten die Separatistenführer der Volksrepublik Donezk an, ein Referendum über den Beitritt zur Russischen Föderation vom 23. bis 27. September abzuhalten. Die Volksrepublik Lugansk hatte nur wenige Stunden zuvor ebenfalls die Abhaltung eines Referendums bekannt gegeben. Die von Russland besetzten Teile der Oblaste Cherson und Saporischschja zogen weniger später ebenfalls nach. Der deutsche Bundeskanzler Olaf Scholz sowie Vertreter der US-amerikanischen Regierung gaben schon im Vorfeld bekannt, die Referenden nicht anzuerkennen.
Am 30. September 2022 verkündete der russische Präsident Wladimir Putin nach einem am 27. September 2022 beendeten Scheinreferendum die Annexion der Volksrepublik Donezk in unklaren Grenzen. Diese „versuchte illegale“ Annexion wurde von 143 Staaten der Weltgemeinschaft so benannt und verurteilt.

## Akzeptanz von DNR-Pässen
Die international nicht anerkannte Volksrepublik Donezk stellte ab März 2016 eigene Pässe aus. Sie ähneln russischen Pässen und basieren auf einem analogen Identifikationssystem. Dem Justizministerium der Volksrepublik zufolge besaßen die Pässe und andere ausgestellte Dokumente wie Geburts- und Heiratsurkunden in Russland Gültigkeit. Von Russland werden DNR-Pässe de facto anerkannt. Besitzern eines solchen Passes ist es erlaubt, nach Russland einzureisen und sich dort aufzuhalten. Der Pass wird nach Angaben des Vorsitzenden des DNR-Volkssowjets Denis Puschilin von allen russischen Fluggesellschaften akzeptiert. Mit dem Pass können darüber hinaus alle Linien der staatlichen Bahngesellschaft Rossijskije schelesnyje dorogi genutzt werden. Laut dem Rechtswissenschaftler Clif Burns ist die Anerkennung der Pässe aus den Volksrepubliken ein Verstoß Russlands gegen die Souveränität der Ukraine.
Am 18. Februar 2017 unterzeichnete der russische Präsident Wladimir Putin ein Dekret, nach dem Pässe und andere Papiere der Volksrepubliken Donezk und Luhansk offiziell als gültig anerkannt werden. Russland verstieß damit gegen das Minsker Abkommen und dessen Ziel der vollen territorialen Integrität und Souveränität der Ukraine.
Laut Oleksandr Turtschynow bedeute Putins Dekret, dass Russland die Volksrepubliken anerkenne. Auch die deutsche Bundesregierung verurteilte Putins Erlass. Der damalige Regierungssprecher Steffen Seibert bestätigte, dass der Schritt die Einheit der Ukraine untergrabe. Russische Experten werteten Putins Dekret als Beginn einer Abspaltung der Gebiete von der Ukraine. Der OSZE-Generalsekretär Lamberto Zannier sagte, dass Putins Entscheidung die Umsetzung der Minsker Vereinbarungen erschwere und an die Situation in Abchasien erinnere, einem besetzten Gebiet, welches von Russland, aber nicht von der internationalen Gemeinschaft, als ein unabhängiger Staat anerkannt wird.
Ab 2019 gab Russland an die Bewohner russische Pässe aus. Parallel zur Passvergabe wurde eine Militarisierung und das russische Bildungssystem eingeführt, mit einer »militärisch-patriotischen« Erziehung in Schulen und Sportvereinen.

## Militärische Führung
Mit dem Bataljon Sparta existiert eine militärische Einheit aus der selbstproklamierten Volksrepublik Donezk. Die Einheit wurde laut Bericht des britischen Militärnachrichtendienstes Ende des Jahres 2022 in die Streitkräfte der russischen Föderation eingegliedert. Tatsächlich jedoch wurde die Miliz nach Ansicht des britischen Militärgeheimdienstes und nach Ansicht von Osteuropahistorikern bereits seit dem Jahr 2014 insgeheim von Russland kontrolliert.
Die militärischen Kräfte der selbsternannten Volksrepublik wurden jedoch ansonsten von russischen Kommandanten angeführt. Im Herbst 2015 übernahm „General Primakow“, Spitzname „Tuman“ (russisch für „Nebel“), die Führung. Wie seine Vorgänger war er russischer Staatsbürger. Nach seinem Tod im Herbst 2017 wurde bekannt, dass „General Primakow“ ein falscher Name war, um Russlands zentrale Rolle am Ukrainekrieg zu verbergen. Bei „General Primakow“ handelte es sich um den russischen General Waleri Grigorjewitsch Assapow, der in verdeckter Mission in die Ukraine entsandt worden war. Während seines geheimen Ukraineeinsatzes war Assapow offiziell in Rostow am Don stationiert. Im Sommer 2016 ernannte Präsident Putin ihn zum Generalleutnant. Russland bestritt den Einsatz russischer Truppen in der Ukraine und äußerte sich nicht zum Fall Assapows.

## Verbindungen zum Rechtsextremismus
Wie diverse nationalistische Organisationen in Russland, etwa die Nationale Befreiungsbewegung, die Eurasische Jugendunion oder die Russische Reichsbewegung, unterstützt auch die neonazistische Partei Russische Nationale Einheit anti-ukrainische Kräfte im Krieg und wirbt Kämpfer an. Ein ehemaliges Mitglied der RNE, Pawlo Hubarjew, ist als Leiter der Mobilisierungsabteilung des Verteidigungsministeriums der sogenannten Volksrepublik Donezk in Erscheinung getreten.
Laut einem Artikel der Politikwissenschaftlerin Marlène Laruelle sollen im Jahr 2014 viele auf der Seite der Volksrepublik Donezk kämpfenden Söldner, welche nicht mit den Freiwilligen gleichzusetzen seien, direkt oder indirekt in Verbindung mit der Russischen Nationalen Einheit unter der Führung von Alexander Barkaschow gestanden haben. Dieser soll enge Kontakte zu Dmitrij Boizow gehabt haben, einem Kommandeur der Miliz Russische Orthodoxe Armee. Die unklare Renaissance der RNE bezeichnete Laruelle später als weniger relevant als kleinere, weniger bekannte Gruppen. Mutmaßungen über Verbindungen der Russischen Nationalen Einheit zur Russischen Orthodoxen Armee würden zudem unzuverlässigen ukrainischen Quellen entspringen. Im Übrigen seien russische Gruppen geteilter Meinung, wer zu unterstützen sei. Die größte Gruppe bildeten serbische Kämpfer, gefolgt von Soldaten aus den sowjetischen Nachfolgestaaten Belarus, Kasachstan, Armenien und Usbekistan. Die Kämpfer von außerhalb Russland/Ukraine teilten oft Neonazi-Ansichten.
Im Juli 2015 erklärte der damalige Präsident der selbsternannten Volksrepublik Alexander Sachartschenko, er habe in zwei Situationen Respekt gegenüber der ukrainischen rechtsextremen Partei Prawyj Sektor empfunden: „Zum ersten Mal in meinem Leben habe ich Respekt gegenüber ihnen empfunden. Ich habe sie in zwei Momenten respektiert: als sie die Schwulen in Kiew verprügelt haben und als sie versuchten, Poroschenko abzusetzen. Mir wurde klar, dass der Prawyj Sektor ganz normale Männer wie wir sind.“
Söldner der Gruppe Wagner waren für die russische Seite im Einsatz. Die Gruppe Wagner ist ein privates russisches Militärunternehmen, das von dem Neonazi Dmitri Utkin gegründet wurde und wegen „schwerer Menschenrechtsverstöße“ auf einer Sanktionsliste der EU steht. Während seiner Stationierung in Luhansk im Rahmen seines Einsatzes im russisch-ukrainischen Krieg bestand Utkin darauf, dass seine private Einheit Helme trug, die den Helmen der deutschen Wehrmacht im Zweiten Weltkrieg nachempfunden waren. Utkin trägt Siegrunen der Schutzstaffel (SS) als Tätowierungen.
Im Journal on Baltic Security der Baltischen Verteidigungsakademie wird jedoch angemerkt, dass es sich bei der Mehrheit der prorussischen Rebellen in der Ukraine nicht um ultrarechte Aktivisten handelt und die meisten noch nicht einmal Nationalisten oder zumindest „nicht so sehr“ Nationalisten seien. Unter den Kämpfern seien verschiedenste Menschen vertreten, darunter sogar Antifaschisten. Viele der Separatisten seien vor der Teilnahme an Kampfhandlungen noch nie zuvor in politische Aktivitäten verwickelt gesehen worden.

## Menschenrechtsverletzungen und Kriegsverbrechen

### Verfolgung, Verschwindenlassen und Folter von Dissidenten
Im April 2014 wurden der 19-jährige Student Jurij Poprawka, der 25-jährige Jurij Djakowskyj und der Lokalpolitiker Wolodymyr Rybak, welcher versucht hatte, die ukrainische Flagge am Stadtrat von Horliwka wieder anzubringen, entführt. Ihre Leichen wurden später im Fluss Kasennyj Torez entdeckt und wiesen mehrere Folterspuren auf. Der frühere Verteidigungsminister der selbsternannten Volksrepublik Donezk Igor Wsewolodowitsch Girkin bekannte sich im Mai 2020 in einem Interview dazu, den Befehl gegeben zu haben, Poprawka und Djakowskyj zu erschießen: „Ja, diese Leute wurden auf meinen Befehl erschossen. Niemand riss ihnen den Bauch auf, als sie noch lebten. Bedauere ich, dass sie erschossen wurden? Nein, sie waren Feinde.“ Zudem erklärte er, an der Tötung von Rybak beteiligt gewesen zu sein: „Natürlich war Rybak als Person, die sich aktiv gegen die ‚Milizen‘ einsetzte, in meinen Augen ein Feind. Und sein Tod liegt wahrscheinlich in gewissem Maße auch in meiner Verantwortung.“
Die meisten Gewerkschaftsaktivistinnen und Menschenrechtler verließen die „Volksrepubliken“ nach einer Razzia im Jahr 2014. „Trotz der Bezeichnung ‚Volksrepublik‘ wurden Arbeiterinnen und politische Dissidenten routinemäßig eingeschüchtert, Gewalt institutionalisiert und Menschenrechte mit Füßen getreten“, schrieb Simon Pirani auf Jacobin. Ukrainischsprachige Menschen und Unterstützerinnen der ukrainischen Regierung würden gewaltsamer und willkürlichen Strafverfolgung ausgesetzt.
Seit Beginn des Krieges ereigneten sich mehrere Fälle des Verschwindenlassens in der selbstproklamierten Volksrepublik Donezk. Sachartschenko erklärte, seine Einheiten nähmen täglich bis zu fünf ukrainische „subversive“ Personen fest. Das Centre for Release of Captives nimmt an, dass im Dezember 2014 über 632 Menschen von separatistischen Kräften illegal gefangen gehalten wurden. Am 2. Juni 2017 wurde der freie Journalist Stanislaw Assjejew festgenommen. Zunächst bestritten die Behörden der sogenannten Volksrepublik Donezk, vom Verbleib Assjejew zu wissen, bis sie am 16. Juli bestätigten, dass er wegen Spionage festgenommen wurde. Amnesty International forderte von Sachartschenko vergeblich die Freilassung des Journalisten. Am 29. Dezember 2019 wurde Assjejew im Rahmen eines Gefangenenaustauschs zwischen der Ukraine und den prorussischen Volksrepubliken freigelassen.
Assjejew beschrieb seine Beobachtungen in der Haftanstalt Isoljazija in einem Buch. Demnach werden Inhaftierte nicht nur mit Schlägen und Tritten gefoltert, sondern auch mit Elektroschocks. Neu angekommene Häftlinge müssen einen Sack über dem Kopf tragen, werden nackt ausgezogen, an einen Metalltisch gekettet und mit zwei Drähten eines Feldtelefons verbunden. Dann wird Wasser über sie gegossen und Strom freigegeben. Häufig wird dieser Draht mit den Genitalien verbunden oder in den After eingeführt.
Der Zustand der Rechtlosigkeit dauerte noch am Jahresanfang 2022 an; zum Selbstschutz löschen die Bewohner regelmäßig ihre Mobiltelefone, um im Zweifelsfall nicht willkürlichen Beschuldigungen ausgeliefert zu sein. Als die Evakuation von Frauen und Kindern angeordnet wurde, schwieg die Mehrheit der Menschen, welche der Regierung keinen Glauben schenken, „um des eigenen Wohles willen“.
Russland habe im Gebiet die ukrainische kulturelle Identität auslöschen wollen, so Gustav Gressel; kulturelle, journalistische und intellektuelle Eliten seien verfolgt worden, was Gressel unter anderem als „Säuberung“ bezeichnete.

### Zwangsrekrutierung
Vor Beginn der russischen Invasion in die Ukraine wurde Männern die Ausreise untersagt; die große Mehrheit wurde zwangsmobilisiert und nach einer militärischen Kurzeinführung ohne Verpflegung an die Front gegen ihre eigenen Landsleute geschickt. Nachdem die Mobilisierungsrate vom russischen Militär als ungenügend kritisiert worden war, befürchteten sich versteckende Männer, dass das Militär von Tür zu Tür gehen würde. Über den Telegram-Kanal Batman DNR wird (Stand Mai 2022) unter anonymer Administration über solche Missstände in der Volksrepublik informiert. In der BBC ließ sich eine Bewohnerin vernehmen mit „Russland wollte den Donbass befreien, aber stattdessen bombardierte es Kiew und Odessa und eroberte Cherson“.

### Umgang mit Kriegsgefangenen
Anfang Juli 2022 hob die Marionettenregierung der DNR ein Moratorium der Todesstrafe auf, welches aufgrund einer zum 1. Juli in Kraft getretenen neuen Strafprozessordnung eigentlich noch bis 2025 gegolten hätte. Die Möglichkeit der Vollstreckung der Todesstrafe diene zur Abschreckung bei Schwerstverbrechen, hieß es auf der Parlamentsseite. Bereits im Juni waren zwei britische und ein marokkanischer Staatsbürger zum Tode verurteilt worden. Sie hatten aufseiten der ukrainischen Armee gegen die russische Invasion der Ukraine gekämpft. Eine mögliche Hinrichtung kann als Kriegsverbrechen angesehen werden.
In der Nacht auf den 29. Juli 2022 brannte nach einer Explosion ein Kriegsgefangenenlager in Oleniwka (Kalmiuske) aus. Dabei starben 50 ukrainische Kriegsgefangene; über die Anzahl der Verletzten gibt es unterschiedliche Angaben. Beide kriegsführenden Parteien sprechen von möglicherweise 130 Verletzten.
Der ukrainische Generalstab und der ukrainische Präsident beschuldigten Russland, mit dem Angriff Folter von Gefangenen und Hinrichtungen, darunter Mitgliedern des Regiments Asow, denen bei der Kapitulation gute Behandlung zugesagt worden war, bewusst verschleiern zu wollen.
Der Inlandsgeheimdienst der Ukraine veröffentlichte einen Telefonmitschnitt und verwies auf Fotos, die darauf hindeuteten, dass Sprengstoff am Gebäude angebracht worden sei.
Demzufolge sei der Angriff auf das Gefängnis von der russischen Söldnertruppe Gruppe Wagner ausgeführt worden.
Nach dem ukrainischen Militärgeheimdienst hätten sich die Explosionen in einem neu errichteten, speziell für die Kriegsgefangenen hergerichteten Gebäude ereignet. Er beschuldigte die Wagner-Gruppe, mit der Explosion Spuren von Unterschlagung beim Bau des Gebäudes vor einer anstehenden Inspektion verwischen zu wollen.
Die prorussische Separatisten hingegen bezichtigten die Ukraine, für den Angriff verantwortlich zu sein. Das russische Verteidigungsministerium behauptete ferner, dass ukrainische Streitkräfte das Gefängnis mittels HIMARS beschossen hätten. Die Ukraine wies die Anschuldigungen als abstrus zurück; HIMARS seien Präzisionswaffen, und man bombardiere „schon gar nicht Plätze, an denen wahrscheinlich gefangene Waffenbrüder festgehalten“ würden.

## Wirtschaft
Der von den Rebellen eingesetzte Verwaltungschef der Stadt Donezk, Igor Martinow, sagte am 20. November 2014 in einem Interview mit der FAZ, dass Russland einsprang, als die Ukraine die Zahlungen an seine Kommune einstellte. So wurden die Kosten für einige Renten und Sozialtransfers, die städtischen Dienste, den Nahverkehr, die Schulen und die Feuerwehr von Russland getragen. Donezk könne nur 20 Prozent seiner laufenden Kosten selbst aufbringen. Seinen Ausführungen zufolge wird die gesamte Organisation der Volksrepublik Donezk durch Russland finanziert.
Im November 2015 fuhr der 46. Hilfskonvoi aus Russland in das Gebiet. Nach ukrainischer Sichtweise werden damit nicht nur Zivilisten versorgt.
Zu den gewinnbringenden Wirtschaftszweigen im Donbass gehört die Förderung der Kohlesorten Koks und Anthrazit. Offiziell werden diese von dort nach Russland exportiert, inoffiziell jedoch wahrscheinlich in der darauf eingespielten Industrie in der Ukraine verbraucht.
Nach Angaben einer ostukrainischen Menschenrechtsgruppe werden mit einem Netz von Arbeitslagern, die „Erinnerungen an die sowjetischen Gulags“ wecken, in den Volksrepubliken Donezk und Lugansk monatlich 300.000 bis 500.000 Euro erwirtschaftet. Rund 10.000 Gefängnisinsassen sollen dort schwere Zwangsarbeiten verrichten.

## Verkehr
Nach 2014 wurde zunächst eine eigene Eisenbahnverwaltung der „Volksrepublik Donezk“ eingerichtet, die im Mai 2019 mit der der „Volksrepublik Lugansk“ zur Schelesnyje Dorogi Donbassa – Eisenbahnen des Donbass – (ZDD) fusionierte.